# 约翰·豪斯曼
约翰·豪斯曼（英語：John Houseman，1902年9月22日—1988年10月31日），出生名雅克·豪斯曼（英語：Jacques Haussmann），是一位在罗马尼亚出生的英裔美国演员，以及戏剧、电影和电视的制作人。豪斯曼知名于电影《力争上游》，凭借当中扮演的角色获奥斯卡最佳男配角奖。